# Leptorchestes berolinensis
Leptorchestes berolinensis là một loài nhện trong họ Salticidae.
Loài này thuộc chi Leptorchestes. Leptorchestes berolinensis được Carl Ludwig Koch miêu tả năm 1846.